# Iglesia de la Luz
La Iglesia de la Luz (茨木春日丘教会 Ibaraki Kasugaoka kyōkai?) es la capilla principal de Ibaraki Kasugaoka. Fue construida en 1989, en la ciudad de Ibaraki, en la prefectura de Osaka, Japón. Este edificio es uno de los diseños más famosos del arquitecto japonés Tadao Andō.
En 1999, el edificio principal se amplió con la adición de una Escuela Dominical. La Iglesia de la Luz es una estructura pequeña en la esquina de dos calles en Ibaraki, un barrio residencial. Se encuentra a 25 km al norte-noreste de Osaka, en las estribaciones occidentales del valle Yodo un corredor ferroviario. La iglesia tiene una superficie de aproximadamente 113 m² (1216 pies²) aproximadamente el mismo tamaño de una pequeña casa.